# Л. К. Джоунс
Л. К. Джоунс (на английски: L. Q. Jones) е американски актьор и режисьор.

## Биография
Роден е на 19 август 1927 година в Бомонт, Тексас. Син е на Джеси Парали (по баща Стивънс) и Джъстъс Елис Маккуин старши, железопътен работник. В ранна възраст той губи майка си, тя умира след автомобилна катастрофа.  Той завършва училищното си образование в гимназията Port Neches–Groves през 1945 г.  След като служи във военноморския флот на САЩ от 1945 до 1946 г.,  Джоунс посещава Lamar Junior College и Lon Morris College в Джаксънвил, Тексас, а след това учи право, бизнес и журналистика в Тексаския университет в Остин от 1950 до 1951 г.  Работил е като стендъп комик, за кратко е играл професионален бейзбол и американски футбол и се е опитал да има ранчо в Никарагуа. Насочва се към актьорството, след като кореспондира с Фес Паркър, негов бивш съквартирант в колежа. 

### Кариера
Л. К. Джоунс прави своя филмов дебют през 1955 г. в „Боен вик“, кредитиран под рожденото си име Джъстъс Маккуин.  Името на неговия герой в този филм обаче е „Л. К. Джоунс (L.Q. Jones)“, име, което той харесва и решава да приеме като сценично име за всичките си бъдещи роли като актьор.  През 1955 г. той е избран за ролята на „Смити Смит“ в три епизода от уестърн сериала „Шайен“ на Клинт Уокър на Ей Би Си/Уорнър Брос, първият едночасов уестърн по мрежовата телевизия.
Джоунс се появява в много филми през 1960-те и 1970-те години. Той става член на акционерното дружество на актьорите на Сам Пекинпа, появявайки се в неговия сериал „Клондайк“ (1960–1961), „Езда в планините“ (1962), „Майор Дънди“ (1965), „Дивата орда“ (1969), „Балада за Кейбъл Хоуг“ (1970) и „Пат Гарет и Били Хлапето“ (1973).
Джоунс често е избиран заедно с близкия си приятел Стродър Мартин, най-запомнящото се като член на отряда и ловец на глави „Tи Cи“ в „Дивата орда“. Джоунс също се появява като повтарящ се герой в много уестърн сериали.

### Смърт
Л. К. Джоунс почива на 9 юли 2022 г. от естествена смърт в дома си в Холивуд Хилс в Лос Анджелис на 94 години. 

## Избрана филмография
| Година | Филм                     | Оригинално заглавие           | Роля                  | Режисьор        |
| ------ | ------------------------ | ----------------------------- | --------------------- | --------------- |
| 1958   | Бюканън язди сам         | Buchanan Rides Alone          | Пакос Хил             | Бъд Бетикър     |
| 1959   | Уарлок                   | Warlock                       | Фен Джигс             | Едуард Дмитрик  |
| 1962   | Езда в планините         | Ride the High Country         | Силвъс Хамънд         | Сам Пекинпа     |
| 1965   | Майор Дънди              | Major Dundee                  | Артър Хадли           | Сам Пекинпа     |
| 1966   | Невада Смит              | Nevada Smith                  | каубой                | Хенри Хатауей   |
| 1968   | Закачете ги високо       | Hang 'Em High                 | Лумис                 | Тед Пост        |
| 1969   | Дивата орда              | The Wild Bunch                | Ти-Си                 | Сам Пекинпа     |
| 1970   | Балада за Кейбъл Хоуг    | The Ballad of Cable Hogue     | Тагарт                | Сам Пекинпа     |
| 1972   | Пат Гарет и Били Хлапето | Pat Garrett and Billy the Kid | „Черния“ Харис        | Сам Пекинпа     |
| 1983   | Самотният вълк Маккуейд  | Lone Wolf McQuade             | Рейнджър Дакота Браун | Стиви Карвър    |
| 1995   | Казино                   | Casino                        | Пат Уеб               | Мартин Скорсезе |
| 1997   | Острието                 | The Edge                      | Стайлс                | Лий Тамахори    |
| 1998   | Маската на Зоро          | The Mask of Zorro             | Джак с трите пръста   | Мартин Кемпбъл  |